# Olympische Winterspiele 1968/Teilnehmer (Griechenland)
| Gelbes Symbol für Goldmedaillen mit stilisierten Olympischen Ringen | Graues Symbol für Silbermedaillen mit stilisierten Olympischen Ringen | Braundes Symbol für Bronzemedaillen mit stilisierten Olympischen Ringen |
| ------------------------------------------------------------------- | --------------------------------------------------------------------- | ----------------------------------------------------------------------- |
| —                                                                   | —                                                                     | —                                                                       |

Griechenland nahm an den Olympischen Winterspielen 1968 in der französischen Stadt Grenoble mit drei männlichen Athleten in zwei Sportarten teil.
Seit 1936 war es die sechste Teilnahme eines griechischen Teams bei Olympischen Winterspielen.

## Teilnehmer nach Sportarten

### Ski Alpin
Herren
- Dimitrios Pappos

- Abfahrt: 2:44,10 min, Platz 72
- Riesenslalom: 2:16,22 min (84) + 2:15,86 min (79) = 4:32,08 min, Platz 79
- Slalom: mit 1:10,88 min im ersten und 1:26,48 min im zweiten Lauf nicht für das Finale qualifiziert

- Athanasios Tsimikalis

- Abfahrt: 2:36,93 min, Platz 70
- Riesenslalom: 2:14,10 min (81) + 2:10,98 min (77) = 4:25,08 min, Platz 78
- Slalom: 1:02,83 min im ersten Lauf; Wettkampf nicht beendet

### Ski Nordisch
Herren
- Dimitrios Andreadis

- 15 km: 1:00:52,1 h, Platz 68
- 30 km: Rennen nicht beendet